# Порше, Фердинанд Александр
Фердинанд Александр Порше (нем. Ferdinand Alexander Porsche; 11 декабря 1935, Штутгарт, Германия — 5 апреля 2012, Зальцбург, Австрия) — немецкий автомобильный дизайнер, конструктор, сын Ферри Порше (англ. Ferry Porsche), внук Фердинанда Порше. В 1943 году семья уехала в Австрию, куда была передислоцирована и сама фирма Порше. После возвращения в Штутгарт в 1950 году Ф. А. Порше посещал вальдорфскую школу.
Самое известное его творение — первый Porsche 911.
В то время как его дед и отец были инженерами, он более активное участие принимал в разработке внешнего вида продукта. Он никогда не считал себя художником или дизайнером, больше работая как талантливый технический мастер над формированием внешности автомобиля.